# نادي بنفيكا لكرة اليد
نادي بنفيكا لكرة اليد هو نادي كرة يد في البرتغال تأسس في 8 مايو 1932. يلعب في الدوري البرتغالي لكرة اليد الدرجة الأولى. تبلغ سعة ملعبه 1800 متفرجا.